# Lista de parques estaduais de Delaware
Lista de parques estaduais do Delaware, nos Estados Unidos.
- Bellevue State Park
- Blue Ball Barn at Alapocas Run State Park
- Brandywine Creek State Park
- Brandywine Zoo
- Delaware's only zoo
- Cape Henlopen State Park
- Delaware Seashore State Park
- Fenwick Island State Park
- First State Heritage Park at Dover
- Fort Delaware State Park
- Fort DuPont State Park
- Fox Point State Park
- Holts Landing State Park
- Killens Pond State Park
- Lums Pond State Park
- Trap Pond State Park
- White Clay Creek State Park